# Radoje Vujošević
Radoje Vujošević (in montenegrino Радоје Вујошевић; Nikšić, 5 maggio 1989) è un cestista montenegrino.

## Palmarès
- Campionato montenegrino: 2

Budućnost: 2013-14
Mornar Bar: 2017-18
- Coppa del Montenegro: 1

Sutjeska Nikšić: 2013